# Jesús González Ortega

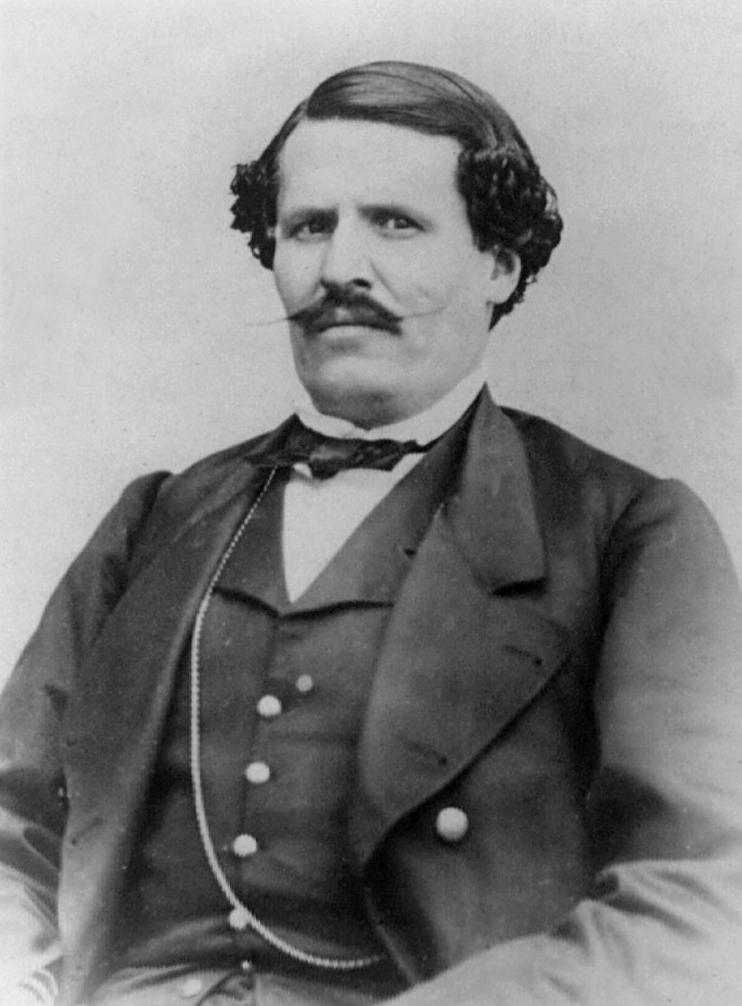
Jesús González Ortega

Jesús González Ortega (Valparaíso, Zacatecas, 20 de janeiro de 1822 - Saltillo, Coahuila, 28 de fevereiro de 1881) foi um soldado e político mexicano; governador de Zacatecas que foi um notável aliado do presidente Benito Juárez durante a Guerra da Reforma e durante a intervenção francesa no México. Ele é notável por defender a cidade de Puebla do exército francês de 16 de março de 1863 a 16 de maio de 1863.
Durante a Intervenção Francesa, ele teve um desentendimento com Juarez, devido ao fato de que em 1865, a presidência deveria passar constitucionalmente para Gonzales Ortega, mas Juarez manteve o poder devido às circunstâncias extraordinárias, uma situação que foi aceita pela maioria do partido liberal. Ele continuou a defender sua reivindicação à presidência, levando à sua prisão em 1867 e, pouco depois, seu partidário José María Patoni foi sequestrado e assassinado pelo general Benigno Canto, levando a rumores e uma alegação do próprio Canto de que ele estava agindo sob ordens de Ministro da Guerra Ignacio Mejía, uma acusação que o governo negou veementemente. González Ortega desistiu de sua reivindicação, foi perdoado no ano seguinte e não desempenhou mais nenhum papel na vida pública. Ele morreu em 1881.